# 983

## Esdeveniments
- Otó III esdevé rei en morir Otó II.
- A la Xina, els talladors designats per la dinastia Song completen el cànon budista: produeixen més de 130.000 blocs per a la impremta.
- Joan XIV esdevé Papa en substitució de Benet VII.

## Necrològiques
- Otó II, emperador del Sacre Imperi Germànic
- Benet VII, Papa
- Antoni III de Constantinoble, patriarca romà d'Orient